# Beppe Grillo

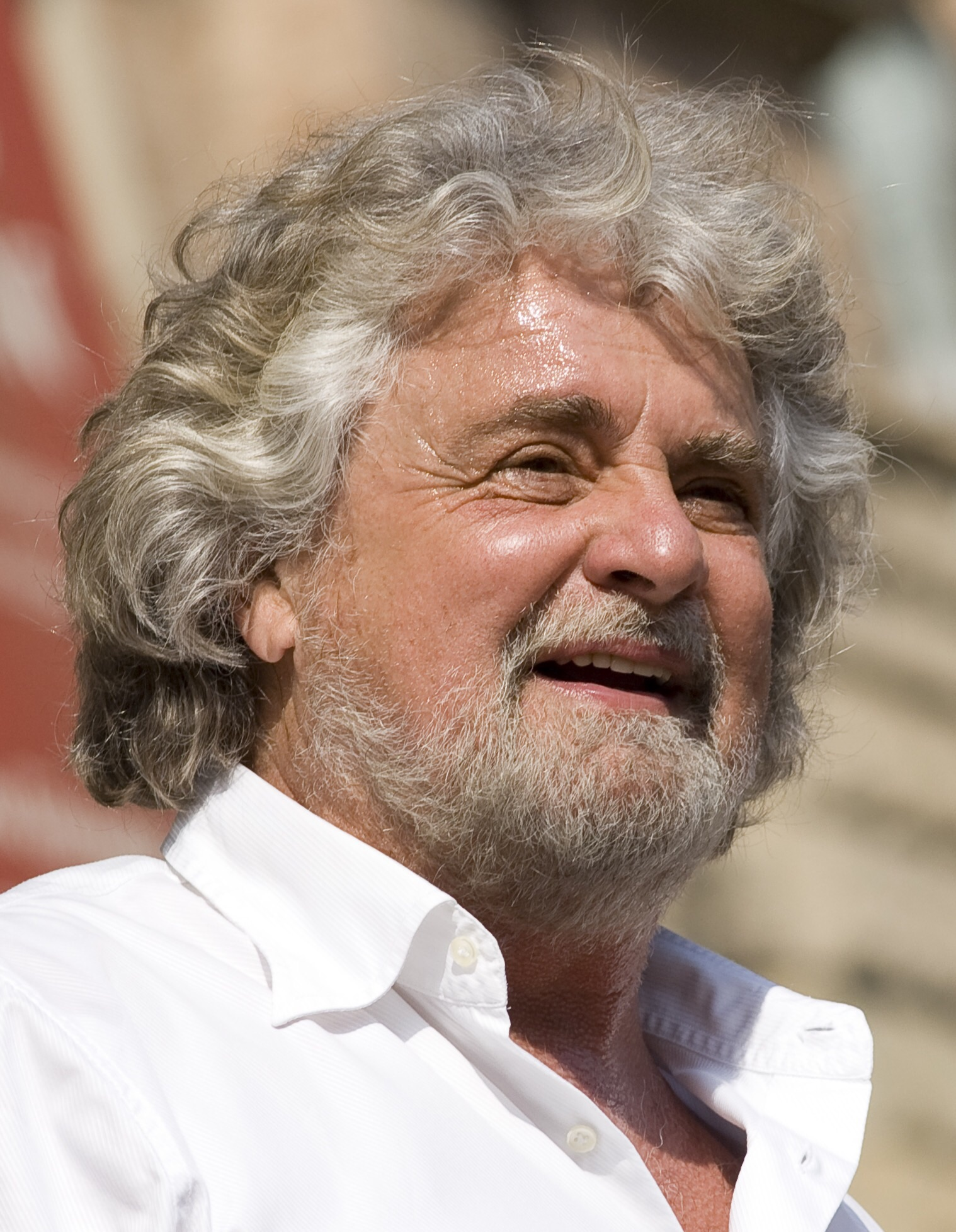
Beppe Grillo (2015)

Giuseppe Piero „Beppe“ Grillo (* 21. Juli 1948 in Genua) ist ein italienischer Kabarettist, Komiker, Schauspieler und Politiker. Er gründete 2009 die Partei Movimento 5 Stelle, die sich 2024 von ihm trennte.

## Biografie
Nach einer Ausbildung zum Buchhalter wurde er bei einem Vorsprechen bei der RAI in Mailand entdeckt. Der dabei anwesende Fernsehmoderator Pippo Baudo wurde auf Grillo aufmerksam. Danach spielte er für zwei Jahre (1977–1978) bei der Show Secondo Voi mit. 1979 nahm er an den Fernsehshows Luna Park und Fantastico teil.
Am Nachmittag des 7. Dezember 1981 verlor Grillo auf einer Militärstraße, die von Limone Piemonte über den Colle di Tenda führt, die Kontrolle über seinen Chevrolet Blazer K5. Das Fahrzeug rutschte über eine Eisschicht und stürzte in eine 80 Meter tiefe Schlucht. Beppe rettete sich, indem er vor dem Sturz aus dem Auto sprang. Drei seiner vier Beifahrer, ein Ehepaar und deren 9-jähriger Sohn, starben bei dem Unglück. Aufgrund des Vorfalls wurde Grillo am 14. März 1985 wegen fahrlässiger Tötung zu vierzehn Monaten Haft verurteilt.
In den 1980ern folgten Sendungen wie Te la do io l’America (1982, 4 Episoden) und Te lo do io il Brasile (1984, 6 Episoden), in denen er Anekdoten von seinen Reiseerlebnissen in den USA und in Brasilien erzählte. Seine Popularität nahm weiter zu, und er moderierte die extra für ihn entwickelte TV-Show Grillometro. Für seine Rolle als Giovanni im Film Keine Zeit für Wunder (Cercasi Gesù) wurde er 1982 mit dem David di Donatello und auch mit dem Nastro d’Argento des Sindacato Nazionale Giornalisti Cinematografici Italiani als bester Nachwuchsschauspieler ausgezeichnet.
1986 bekamen seine Auftritte immer politischere Züge bis hin zur Satire, wobei er italienische Politiker oft direkt angriff. 1987 attackierte er die Sozialistische Partei (PSI) und ihren Führer Bettino Craxi aus Anlass seines Chinabesuchs. Grillo sagte: „Wenn die Chinesen alle Sozialisten sind, wen bestehlen sie dann?“ Diese Frage spielte auf die für Korruption berüchtigte PSI an. Eine seiner letzten Shows wurde 1993 von der RAI ausgestrahlt und erreichte 16 Millionen Zuschauer.
Grillo verfügte 2024 über ein geschätztes Vermögen von 185 Millionen Dollar und hatte Einnahmen von etwa 58 Millionen Dollar zwischen September 2023 und September 2024.

## Blog
Ende der 1990er Jahre trat Grillo mit sehr großem Erfolg an Theatern und in Arenen in Italien und im Ausland auf. Er behandelte dabei Themen wie Energiepolitik, Korruption, Meinungsfreiheit und Globalisierung. Er betreibt einen täglich aktualisierten Blog, der auf Italienisch, Englisch und Japanisch verfügbar ist. Laut Technorati war dieser Blog zeitweise einer der zehn am häufigsten besuchten Blogs weltweit; zum Beispiel lag er im April 2008 auf Rang 15. Im Juli 2005 rief Grillo seine Anhänger in einem Blogpost auf, sich über das soziale Netzwerk Meetup zu verbinden. Infolgedessen gründeten sich zahlreiche lokale Gruppen von „Freunden Beppe Grillos“ (Amici di Beppe Grillo).
Am 1. September 2005 kaufte Grillo eine ganzseitige Anzeigenseite in der italienischen Tageszeitung La Repubblica, in der er zur Entlassung des Direktors der Banca d’Italia Antonio Fazio wegen des Antonveneta-Bankskandals aufrief. Im Oktober 2005 wählte ihn das Time-Magazin wegen seines beständigen Kampfes gegen Korruption und Wirtschaftsskandale zu einem der „Europäischen Helden 2005“. Am 22. November 2005 kaufte Grillo eine ganze Seite in der International Herald Tribune und schlug dort vor, dass Mitglieder des italienischen Parlaments keine Bürger repräsentieren sollten, wenn sie jemals für ein Verbrechen verurteilt worden seien. Zurzeit (2006?) enthält sein Blog eine regelmäßig aktualisierte Liste italienischer Abgeordneter, die wegen Verbrechen verurteilt worden sind – die Operation „Parlamento Pulito“ (deutsch: sauberes Parlament). Am 26. Juli 2007 sprach Grillo vor den Abgeordneten des Europäischen Parlaments und warb für seine Protestinitiative V-Day (Vaffanculo-Day; ital.: „vaffanculo“ entspricht dt. etwa: „Leck mich am Arsch“) am 8. September 2007. Der erste V-Day wurde von ihm angeregt, um die Bürger Italiens davon zu überzeugen, eine Petition zu unterzeichnen, um kriminelle Abgeordnete ihres Mandates zu entheben.

## Movimento 5 Stelle

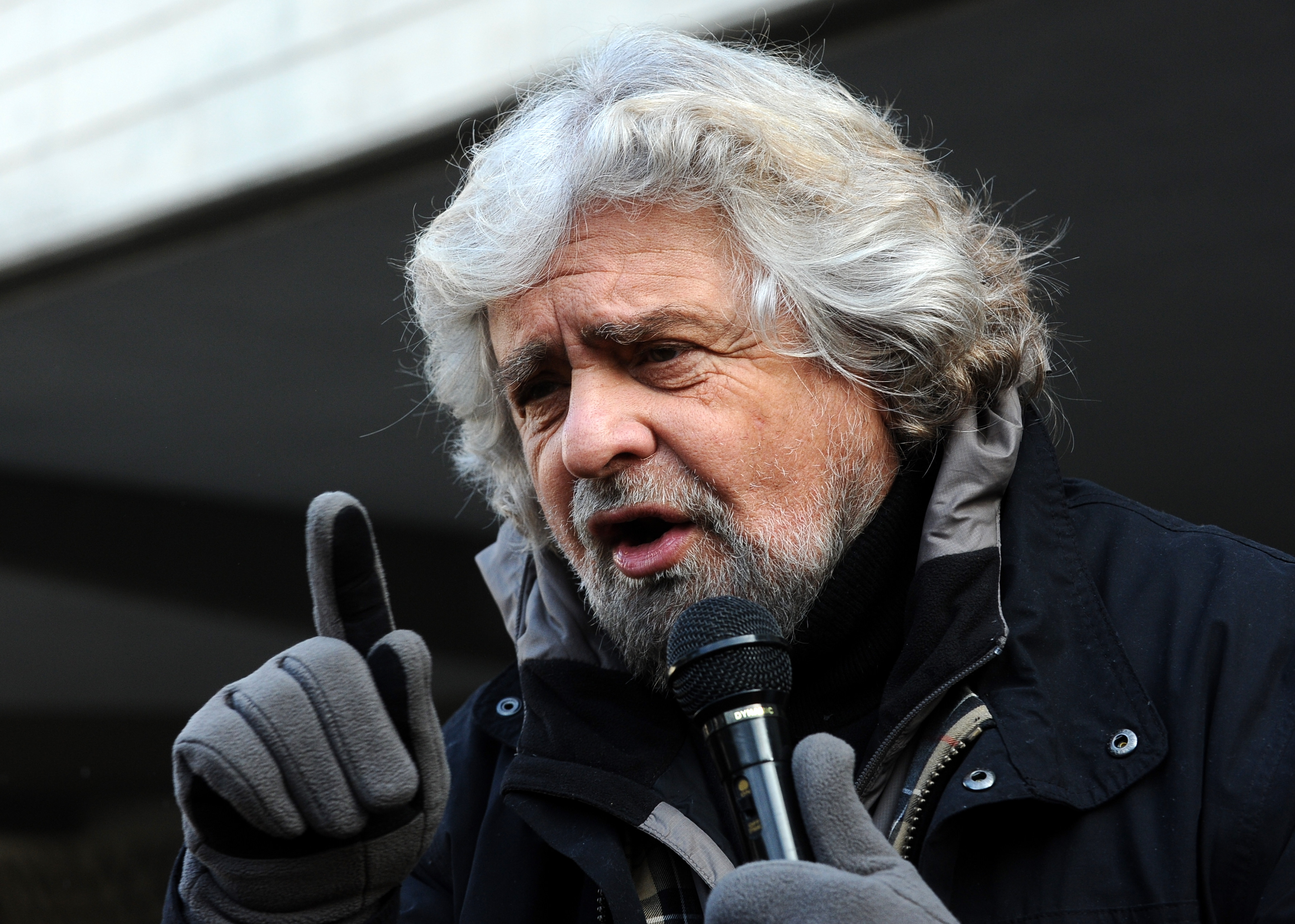
Grillo im Wahlkampf der Parlamentswahlen 2013

Nachdem Anhänger Grillos 2008 bereits bei einzelnen Kommunalwahlen und bei der Regionalwahl in Sizilien mit Bürgerlisten unter der Bezeichnung Amici di Beppe Grillo („Freunde Beppe Grillos“) angetreten waren, kündigte er im Herbst 2008 für die Kommunalwahlen im folgenden Jahr eine landesweite Kandidatur unter der Bezeichnung Liste Civiche a Cinque Stelle („Fünf-Sterne-Bürgerlisten“) an. Bei der Europawahl 2009 trat die Grillo politisch nahestehende Sonia Alfano auf der Liste der Partei Italia dei Valori an, zu deren Wahl er aufrief. Grillo wollte im Oktober 2009 bei der offenen Urwahl zum Vorsitzenden der Partito Democratico (PD) antreten, was die Partei jedoch ablehnte, da er bereits eine mit der PD konkurrierende politische Bewegung vertrat.
Gemeinsam mit dem IT-Unternehmer Gianroberto Casaleggio (1954–2016) gründete er dann am 4. Oktober 2009 in Mailand das Movimento Cinque Stelle und stellte dessen Programm vor. Die fünf Sterne symbolisieren die fünf politischen Themenbereiche öffentliche Wasserversorgung, Verkehr (nachhaltige Mobilität), Entwicklung, Konnektivität und Umwelt. Grillo übernahm die Position des politischen Leiters (capo politico) der Bewegung. Die Partei wurde mit Werkzeugen der E-Demokratie organisiert, die Mitglieder nehmen durch Onlineforen und -abstimmungen teil. Bei den Parlamentswahlen in Italien 2013 erreichte Movimento 5 Stelle aus dem Stand 25 % und war damit stärkste Einzelpartei. Da er vorbestrafte Personen in öffentlichen Ämtern ablehnt und selbst wegen seiner Verantwortung für einen tödlichen Autounfall im Jahr 1981 wegen fahrlässiger Tötung vorbestraft ist, kandidierte Grillo nicht für ein Mandat.
Bis 2015 war Grillos persönlicher Blog auch zentrales Veröffentlichungsorgan der Fünf-Sterne-Bewegung, erst dann wurden die Websites getrennt. Im September 2017 löste Luigi Di Maio Grillo als politischen Leiter der Fünf-Sterne-Bewegung ab. Dieser übernahm stattdessen die in den Statuten der Partei eingefügte Position des „Garanten“, der über die Bewahrung der Grundwerte der Bewegung wacht. Bei der Parlamentswahl 2018 wurde Grillos Bewegung mit 32,8 Prozent der Stimmen stärkste Partei in Italien. Sie bildete nach längeren Verhandlungen eine Koalition mit der rechtspopulistischen Lega Nord unter dem damals parteilosen Regierungschef Giuseppe Conte, die 15 Monate hielt. Danach regierte sie bis Februar 2021 in einer Mitte-links-Koalition mit der PD, weiterhin unter Conte als Ministerpräsident.
Conte trat später der Fünf-Sterne-Bewegung bei und wurde im August 2021 deren Vorsitzender – Grillo blieb der „Garant“ der Bewegung. Ende Oktober 2024 beschloss Conte, Grillos Jahresvertrag als Kommunikationsberater nicht zu verlängern. Diese entgegnete: „Ich beanspruche als Schöpfer der Bewegung mein Recht auf ihre Auslöschung. Wir alle wissen, dass die Fünf-Sterne-Bewegung unter Contes Führung nicht mehr existiert, sie hat sich aufgelöst“.

## Kritik
Der italienische Journalist Gad Lerner beschrieb Grillo in einem Dokumentarfilm als Populisten und warf ihm vor, sich genauso zu verhalten wie die von Grillo verschiedentlich kritisierten Politiker. Die vom Dokumentarfilmer Matan Rochlitz produzierte und im Original 22 Minuten lange Dokumentation wurde im Juni 2008 auf dem Nachrichtensender Al Jazeera English ausgestrahlt und später auf YouTube veröffentlicht. Grillo bot auf seinem Blog eine auf 10 Minuten gekürzte Version an. Hierbei wurden sämtliche kritischen Äußerungen herausgeschnitten, was Grillo in der Presse den Vorwurf einbrachte, Kritikzensur zu betreiben und sich durch gezielte Manipulationen in ein besseres Licht zu rücken.
Aus den am 30. April 2008 vom italienischen Finanzministerium zur Verfügung gestellten Steuerdaten aller italienischen Bürger ging hervor, dass Beppe Grillo 2005 ein zu versteuerndes Jahreseinkommen von knapp 4,3 Millionen Euro deklariert hatte. Für zum Teil heftige Empörung und Kritik unter seinen Anhängern sorgten die bis dahin ungeahnte Höhe seines Einkommens und seine Reaktion auf das Bekanntwerden der Einkommensdaten. Sein Ruf nach sofortiger Sperrung der Steuerdaten fand bei seinen Blog-Anhängern kaum Zustimmung. Ihm wurde vorgeworfen, er widerspreche damit seiner Forderung nach Transparenz. Viele enttäuschte Anhänger fragten sich, inwiefern er seine Bewegung überhaupt aus Überzeugung steuere; sein Leben, seine finanzielle Situation und sein eigenes Verhalten stünden in Widerspruch zu den von ihm propagierten Parolen. Grillo wurde auch vorgeworfen, er führe seine Bewegung aus finanziellen Gründen.
Nach dem Wahlerfolg von Grillos Movimento 5 Stelle 2013 ließ SPD-Kanzlerkandidat Peer Steinbrück verlauten, mit Berlusconi und Grillo hätten zwei „Clowns“ die Wahl gewonnen. Daraufhin sagte Italiens Staatspräsident Giorgio Napolitano kurzfristig sein Treffen mit Steinbrück ab. Das britische Nachrichtenmagazin The Economist wählte für eine Analyse der Parlamentswahlen die Titelzeile Send in the clowns.
Bezugnehmend auf die zögerliche Haltung Grillos im Hinblick auf eine mögliche Regierungsbeteiligung seiner Partei veröffentlichte Zeit online nach den italienischen Parlamentswahlen 2013 einen Kommentar ihres aus Südtirol (Italien) stammenden Redakteurs Ulrich Ladurner, der Grillos Haltung als verantwortungslos bezeichnete.
Grillo veröffentlichte im April 2021 per Facebook eine Stellungnahme zur Anklage gegen seinen Sohn. Diesem wird Beteiligung an einer Vergewaltigung vorgeworfen. Die Frankfurter Allgemeine Zeitung hält dieses Video für „fragwürdig“ und einen „Bärendienst [an der] kriselnden Fünf-Sterne-Bewegung.“

## Filmografie
- 1982: Keine Zeit für Wunder (Cercasi Gesù)
- 1985: Scemo di guerra
- 1988: Topo Galileo

## Fernsehsendungen
- 1977–1978: Secondo voi
- 1979: Luna Park
- 1979: Fantastico
- 1981: Te la do io l'America (vier Folgen)
- 1984: Te lo do io il Brasile (sechs Folgen)
- 1985: Grillometro

## Auszeichnungen
- 1982: David di Donatello
- 1982: Nastro d’Argento